# Ochthebius schneideri
Ochthebius schneideri är en skalbaggsart som beskrevs av August Ferdinand Kuwert 1887. Ochthebius schneideri ingår i släktet Ochthebius och familjen vattenbrynsbaggar.

## Underarter
Arten delas in i följande underarter:
- O. s. orchymonti
- O. s. schneideri